# Tran Anh Tong
Trần Anh Tông (namn vid födseln: (tên huý) Trần Thuyên), född 1276, död 1320, var den fjärde kejsaren av Trandynastin i Vietnam. Han regerade från 1293 till 1314.
Efter att hans far Trần Nhân Tông hade gift bort sin dotter Huyền Trân till kungen av Champa, Jaya Simhavarman, hade förhållandet med grannen i söder förbättrats. När så Simhavarman dog förväntades hans änka bränna sig på bål enligt den hinduiska seden suttee. Detta kunde inte Trần Anh Tông tolerera och sände därför en general som kidnappade sin halvsyster hem till Vietnam. Denna handling ledde till krig, vilket slutade med att Champa tillfälligt blev en vietnamesisk lydstat. 
Han abdikerade till förmån för sin son Trần Minh Tông.